# Дзялошин (гміна)
Гміна Дзялошин (пол. Gmina Działoszyn) — місько-сільська гміна у центральній Польщі. Належить до Паєнчанського повіту Лодзинського воєводства.
Станом на 31 грудня 2011 у гміні проживало 12969 осіб.

## Площа
Згідно з даними за 2007 рік площа гміни становила 120.59 км², у тому числі:
- орні землі: 61.00%
- ліси: 28.00%

Таким чином, площа гміни становить 15.00% площі повіту.

## Населення
Станом на 31 грудня 2011:
| Опис     | Загалом | Загалом | Чоловіки | Чоловіки | Жінки | Жінки |
| -------- | ------- | ------- | -------- | -------- | ----- | ----- |
| одиниця  | осіб    | %       | осіб     | %        | осіб  | %     |
| все      | 12969   | 100     | 6469     | 49.88    | 6500  | 50.12 |
| міське   | 6287    | 100     | 3112     | 49.50    | 3175  | 50.50 |
| сільське | 6682    | 100     | 3357     | 50.24    | 3325  | 49.76 |

## Сусідні гміни
Гміна Дзялошин межує з такими гмінами: Вешхляс, Ліпе, Паєнчно, Понтнув, Попув, Семковіце.